# Schit-Orășeni
Schit-Orășeni – wieś w Rumunii, w okręgu Botoszany, w gminie Cristești. W 2011 roku liczyła 533 mieszkańców.